# Acidente do Beechcraft King Air prefixo PT-ONJ em 2021
O Acidente do Beechcraft King Air prefixo PT-ONJ em 2021 foi um acidente aéreo ocorrido no município brasileiro de Piedade de Caratinga, no estado de Minas Gerais, no dia 5 de novembro de 2021. Nessa data, a cantora Marília Mendonça embarcou em um táxi aéreo, que voou contendo três passageiros e dois tripulantes em sentido a Caratinga, onde faria uma apresentação. O avião caiu e houve a morte de todos os ocupantes do avião, sendo Marília uma das vítimas fatais.

## Vítimas
Todos os cinco passageiros a bordo da aeronave faleceram como resultado do acidente. São eles:
- Marília Mendonça, cantora e compositora, de 26 anos;
- Henrique "Bahia" Ribeiro, produtor de Marília, de 32 anos;[6]
- Abicieli Silveira Dias Filho, tio e assessor da cantora, de 43 anos;
- Geraldo Martins de Medeiros Júnior, piloto do avião, de 56 anos;
- Tarciso Pessoa Viana, co-piloto do avião, de 37 anos.

Inicialmente, a assessoria da cantora anunciou que ela e os demais passageiros tinham sido todos resgatados vivos e em bom estado de saúde do local do acidente, mas exatamente às 17:44h da tarde foi confirmada, pelo corpo de bombeiros local, a sua morte.

## Acidente
Por volta do meio dia, em 5 de novembro de 2021, a cantora Marília Mendonça decolou com mais dois passageiros e dois tripulantes do Aeroporto Santa Genoveva, em Goiânia, com destino ao Aeroporto de Caratinga, no município de Ubaporanga, em Minas Gerais, para uma apresentação na cidade de Caratinga. Porém, seu avião caiu em um curso d'água, numa área rural e de difícil acesso, em Piedade de Caratinga, a 2 quilômetros de distância do destino final, após se chocar contra os cabos de transmissão de energia elétrica da CEMIG e atingir o solo. Marília e os demais passageiros morreram instantaneamente por politraumatismo na queda do avião.

## Investigações
As investigações deverão ser realizadas pela Polícia Civil do Estado de Minas Gerais, pela Agência Nacional de Aviação Civil (ANAC), e pelo CENIPA (Centro de Investigação e Prevenção de Acidentes Aeronáuticos) vinculado ao Comando da Aeronáutica. Sobre dados preliminares: o avião com matrícula PT-ONJ estava em dia e com registro ativo. O avião e o piloto estavam autorizados para realizar o serviço de táxi aéreo e ambos, piloto e copiloto, eram considerados experientes e as condições de voo na hora do acidente eram favoráveis, no local era possível sentir um forte odor de combustível, revelando que provavelmente o avião estava abastecido na hora da queda.
Em 5 de novembro, a Companhia Energética de Minas Gerais emitiu uma nota afirmando que a aeronave havia atingido um cabo de uma torre de distribuição, em Piedade de Caratinga, no Vale do Rio Doce, antes de atingir o solo. Informações preliminares de pilotos que sobrevoavam a área no mesmo momento da queda corroboram o ocorrido, tendo testemunhado o momento em que o bimotor atingiu os fios de alta tensão.
Até aquele momento, de acordo com a FAB, ainda não havia informações sobre a dinâmica do acidente e suas causas.
Depois de seis meses de paralisação devido a divergências sobre a responsabilidade da condução das investigações, se pela Polícia Federal ou pela Polícia Civil Estadual de MG, a partir de maio de 2022, segundo determinação do STJ, passaram a ser conduzidas pela Polícia Civil de MG.
De acordo com um inquérito realizado pela Polícia Civil de Minas Gerais, a queda do avião decorreu na sequência de um erro dos pilotos. O inquérito revela que os pilotos agiram com "imprudência e negligência", tendo em conta que não tomaram consciência prévia das características desta região antes de iniciada a descida. Os pilotos foram em outubro de 2023 indiciados por homicídio e o inquérito foi arquivado, dado que os dois morreram.

## Repercussão

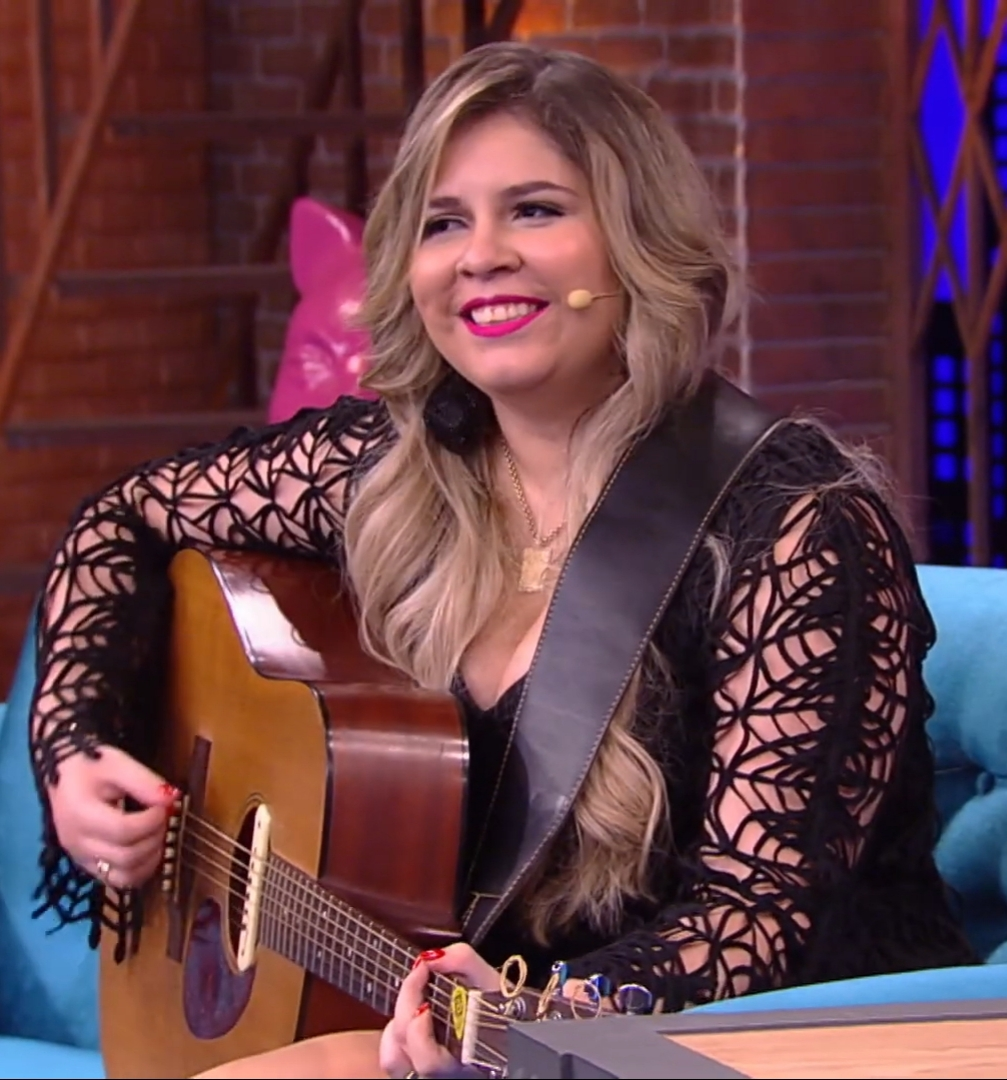
A cantora Marília Mendonça em 2018.

- As emissoras de televisão como a TV Globo, RecordTV, Rede Bandeirantes, SBT, RedeTV! e afiliadas de Goiânia, além dos canais de notícias como GloboNews, BandNews TV, CNN Brasil, Record News e TV Jovem Pan News e os de entretenimento como Bis, Multishow, GNT, e a MTV alteraram as suas programações do fim de semana para cobrir o acidente e também exibirem homenagens a Marília Mendonça.[15][16][17][18][19]
- As mídias internacionais como o The New York Times, Billboard, People, El País e Diario Clarín repercutiram o acidente, além de associar Marília como a Rainha da Sofrência. O The New York Times usou o termo feminejo pela primeira vez.[20] A agência de notícias Reuters ressaltou a importância de Marília Mendonça para a MPB.[21]
- Famosos e políticos também lamentaram a morte de Marília.[22]
- Clubes de futebol famosos lamentaram o acidente,[23] incluindo a Associação Chapecoense de Futebol que também sofreu com uma tragédia aérea em 2016.[24]
- Um tweet de Marília sobre um sonho com cachoeira, rio e queda d'água, publicado em 4 de maio de 2020, começou a ganhar destaque no Twitter, com várias associações com presságio. Outros chegaram a utilizar questões religiosas para justificar o sonho da cantora com cachoeira.[25]
- Para evitar associações com o acidente, a TV Globo retirou das chamadas da telenovela Quanto Mais Vida, Melhor! (que já tinha estreia marcada antes da tragédia) as cenas do acidente aéreo que reúne os protagonistas da trama nos primeiros capítulos.[26]